# Ken'ichirō Fumita
Ken'ichirō Fumita (文田 健一郎, Fumita Ken'ichirō), né le 18 décembre 1995, est un lutteur gréco-romain japonais, évoluant dans la catégorie des moins de 59 kg.

## Biographie
Kenichiro Fumita naît à Nirasaki et étudie au lycée technique de Nirasaki (ja), puis à l'université Nippon Taiiku (en).
Il débute la lutte avec son père, qui lui enseigne les fondamentaux et devient son premier entraîneur .
En 2016, il ne parvient pas à participer aux Jeux olympiques de Rio. 
En 2017, il devient champion d'Asie, en mai, en Inde, puis champion du monde en août, à Paris, à seulement 21 ans. Il devient ainsi le quatrième et plus jeune lutteur gréco-romain japonais à remporter le titre mondial ,.

## Palmarès

### Jeux olympiques
- Médaille d'argent en lutte gréco-romaine dans la catégorie des moins de 60 kg en 2021 à Tokyo

### Championnats du monde
- Médaille d'or en lutte gréco-romaine dans la catégorie des moins de 59 kg en 2017 à Paris
- Médaille d'or en lutte gréco-romaine dans la catégorie des moins de 60 kg en 2019 à Noursoultan

### Championnats d'Asie
- Médaille d'or en lutte gréco-romaine dans la catégorie des moins de 59 kg en 2017 à New Delhi
- Médaille de bronze en lutte gréco-romaine dans la catégorie des moins de 60 kg en 2019 à Xi'an
- Médaille d'or en lutte gréco-romaine dans la catégorie des moins de 60 kg en 2020 à New Delhi